# Sara Nordenstam
Sara Nordenstam (ur. 28 lutego 1983 w Lycksele) – norweska pływaczka, brązowa medalistka olimpijska.
Specjalizuje się w stylu klasycznym. Największym osiągnięciem zawodniczki jest brązowy medal igrzysk olimpijskich w 2008 roku w Pekinie na dystansie 200 m stylem klasycznym.

## Osiągnięcia

### Igrzyska Olimpijskie
| Olimpiada  | Data             | Konkurencja             | Rezultat    | Miejsce |
| ---------- | ---------------- | ----------------------- | ----------- | ------- |
| Pekin 2008 | 15 sierpnia 2008 | 200 m stylem klasycznym | 2.23,02 min |         |